# Горська Розалія Григорівна
Розалія Григорівна Горська (при народженні Файнберг, в шлюбі Екскузович; 1891—1984) — радянська оперна і камерна співачка (лірико-колоратурне сопрано), педагогиня, заслужена артистка РРФСР (1933).
Володіла видатним за красою рівним голосом м'якого тембру і віртуозною технікою; її репертуар включав понад 35 партій.
Народилася 30 червня (12 липня за новим стилем) 1891 року в місті Брацлав Подільської губернії, нині Вінницької області України, в сім'ї службовця.
У 1908—1913 роках навчалася співу у Петербурзькій консерваторії у С. Гладкої, закінчивши її з золотою медаллю. Вперше на сцені виступила в 1911 році в консерваторській виставі (в партії Церліни, «Дон Жуан»). У 1913 дебютувала на сцені Київської опери в антрепризі М. Багрова, де співала до 1915 року. Після цього виступала в Саратові (антреприза М. Медведєва). У 1915—1918 роках Горська була солісткою Петроградського Народного дому (антреприза А. Аксаріна). У 1914 році в Києві записувалася на грамплатівки компанії «Артистотипія».
Після Жовтневого перевороту працювала в Ленінграді в Державному академічному театрі опери і балету (ГАТОБ, 1918—1949 роки) і одночасно в Михайлівському академічному театрі опери і балету (до 1933 року). Гастролювала в Кронштадті (1919), Москві (1924), Естонії і Латвії (1922), Берліні, Копенгагені, Осло, Гетеборзі (1923), Стокгольмі, Гельсінгфорсі і Виборзі (1924).